# Haut-Fays
Haut-Fays (Waals: Hôt-Fayi) is een plaats en deelgemeente van de Belgische gemeente Daverdisse.
Haut-Fays ligt in de provincie Luxemburg.

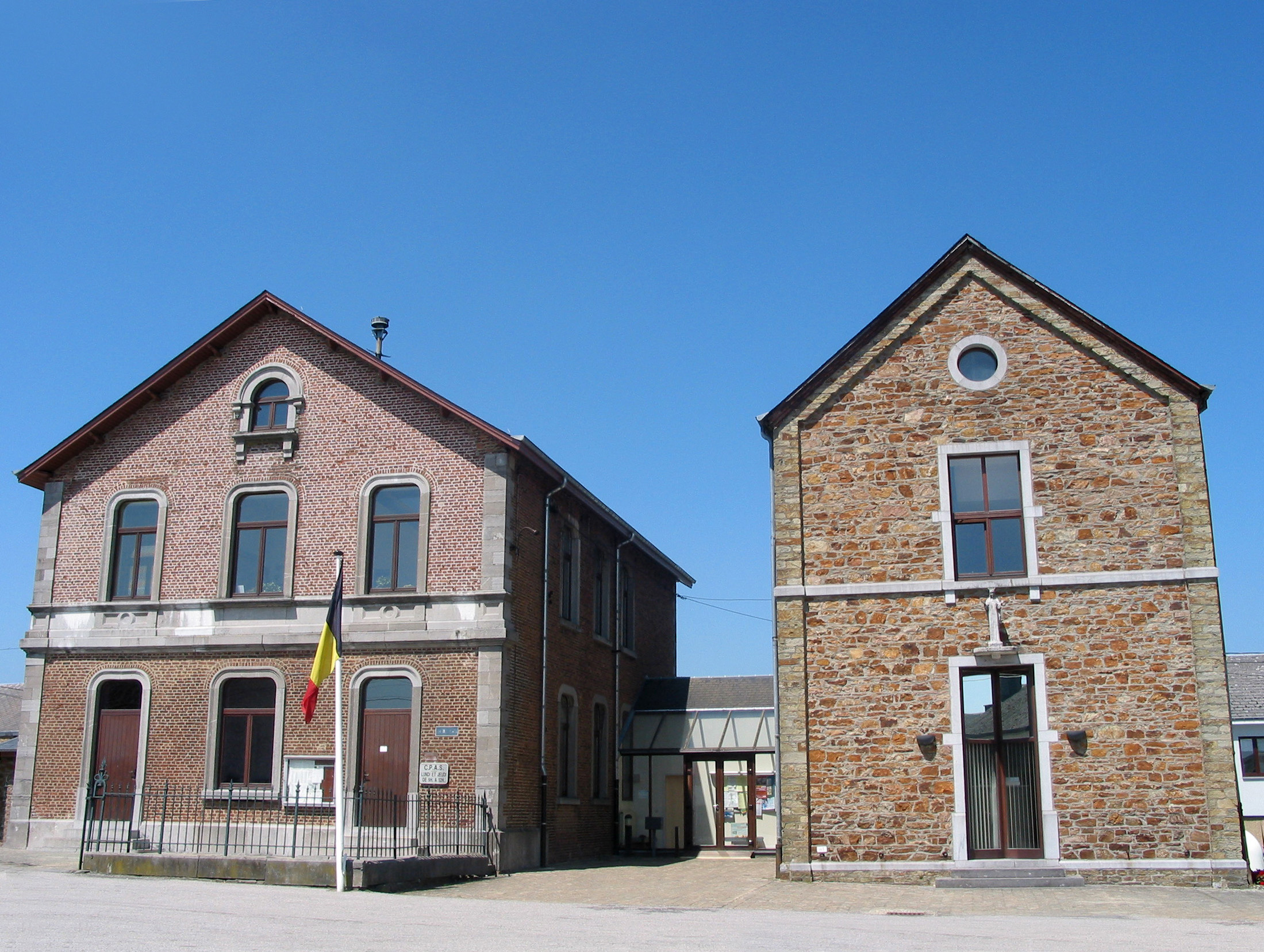
Het gemeentehuis

## Geschiedenis
Tijdens het Franse bewind was Haut-Fays een gemeente die behoorde tot het departement Samber en Maas. In 1818 werd het dorp echter door het Groothertogdom Luxemburg geannexeerd. Ten slotte ging het bij de provincie Luxemburg horen vanaf 1839.
Van 1823 tot 1839 maakte ook Gembes deel uit van de gemeente Haut-Fays, maar deze werd weer onafhankelijk. De gehuchten Gerhenne, Mont en Sclassin bleven wel bij Haut-Fays, ook na 1839.
Sinds 1977 maakt Haut-Fays deel uit van de fusiegemeente Daverdisse.

## Demografische ontwikkeling
- Bronnen:NIS, Opm:1831 tot en met 1970=volkstellingen, 1976= inwoneraantal op 31 december

## Monumenten & bezienswaardigheden

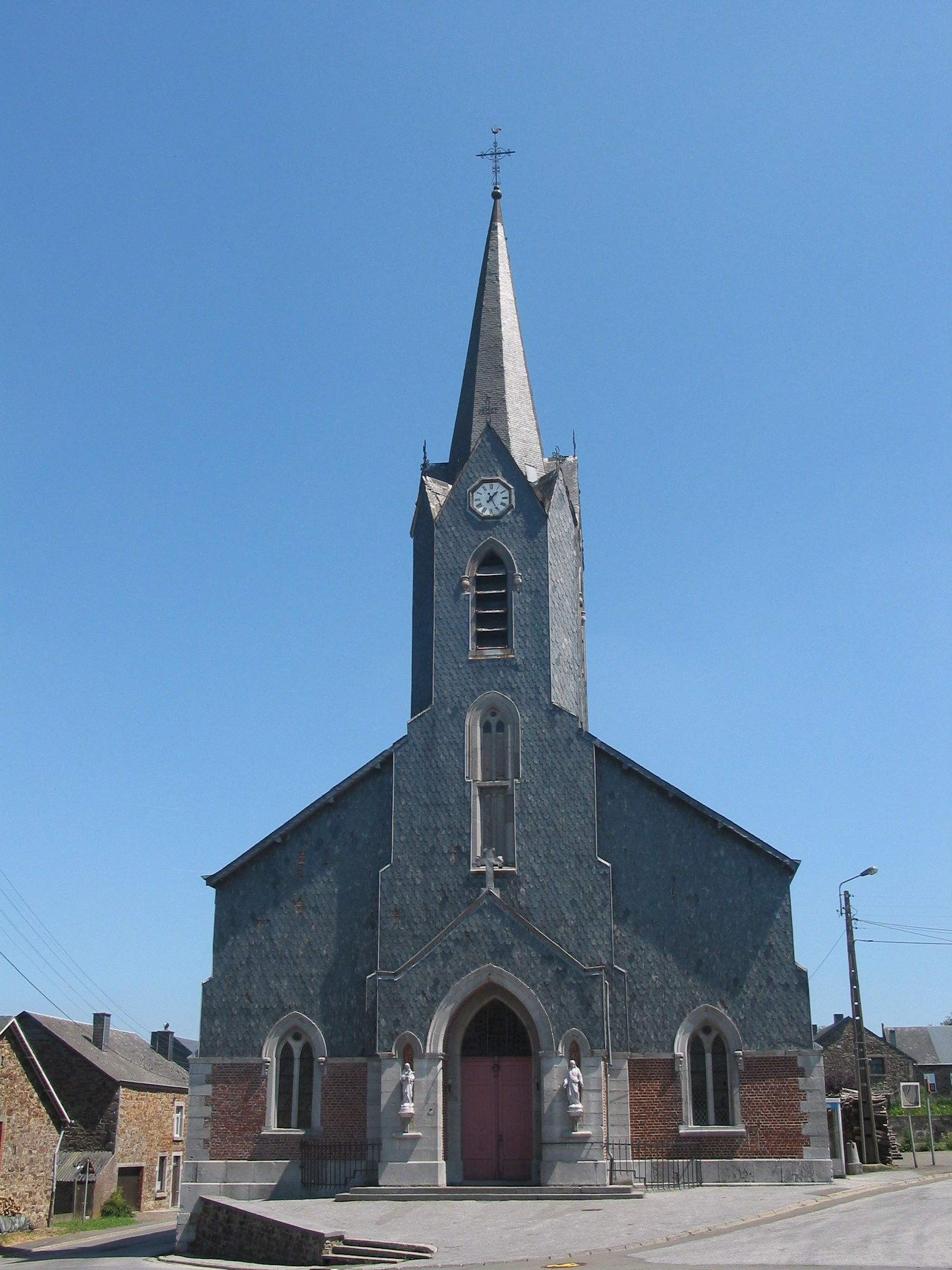
Sint-Remacluskerk

- Sint-Remacluskerk
- De Kapel van Sint-Agatha